# Buon Pastore (Reggio Emilia)
Il Buon Pastore, talvolta San Pellegrino-Buon Pastore o, più raramente, La Montata (al Bòun Pastōr, al Bòun Pastōr ed San Pelgrèin o La Muntēda in dialetto reggiano, Boni Pastoris in latino) è un quartiere residenziale della periferia sud di Reggio Emilia situato a meno di 1 km dal centro storico della città, fuori Porta Castello, lungo il tratto urbano della strada statale 63 del Valico del Cerreto.
L'agglomerato, adiacente l'arcispedale Santa Maria Nuova e l'ex ospedale sanatoriale Lazzaro Spallanzani, ospita la monumentale Passeggiata Estense e l'area archeologica della necropoli terramaricola della Montata, scoperta dal paletnologo reggiano Gateano Chierici.
Storicamente era parte integrante della villa (frazione) e parrocchia di San Pellegrino.

## Geografia fisica
Il quartiere è situato in un ambito di media pianura all'interno del tessuto urbano della città consolidata. È lambito a occidente dal torrente Crostolo, che prima della costruzione delle mura (XII-XIII secolo) lo attraversava più a est penetrando in città tramite l'odierno asse di corso Garibaldi-via Ludovico Ariosto e via Francesco Cassoli. Confina a nord con la parte extra moenia di Porta Castello, a est con San Pellegrino e a sud-ovest con la Crocetta.
L'altezza sul livello del mare varia da 58,6 a 65,9 m s.l.m. sulla rampa settentrionale del ponte di San Pellegrino.

## Origini del nome

### Buon Pastore
Il Buon Pastore prende il nome dall'Istituto delle Suore di Nostra Signora della carità del Buon Pastore, presente in loco dall'Ottocento, che presta assistenza alle ragazze madri e alle donne sole in difficoltà con bambini. È sempre stato parte integrante della villa di San Pellegrino nei borghi di Porta Castello. L'altro appellativo del quartiere, La Montata, è legato a quella che era la principale caratteristica geomorfologica della via che conduce dalla città alla montagna reggiana.

### La Montata
Il nome Montata, ossia salita, derivava probabilmente dalla situazione naturale del luogo esistente in passato. Coloro che dall'Appennino si dirigevano in città dovevano infatti attraversare un guado del vecchio tracciato del torrente Crostolo - che prima del XVI secolo scorreva a est di viale Umberto I - e poi, dopo averlo costeggiato, affrontava la montata (o salita) per giungere a Porta Castello. Lo storico reggiano Vittorio Nironi afferma con certezza che l'osteria della Montata esistesse ben prima della canalizzazione del Crostolo nell'attuale tracciato, con la funzione di ristoro per i viandanti costretti a percorrere l'ultima salita prima della discesa verso il centro di Reggio.

## Storia
Il quartiere ospita il villaggio e la necropoli terramaricola della Montata, che risalgono all'età del bronzo. Erano collocati a levante dell'attuale piazza Luigi Cadorna, sulle rive del vecchio corso del Crostolo. Il toponimo Montata compare già nel 1469. Un'osteria della Montata, sita nella medesima località, era ancora attiva nell'immediato dopoguerra, poi abbattuta per far posto a nuovi interventi di edificazione, fra cui il quartiere Giardino di via Andrea Balletti. 
La zona del Buon Pastore e della Montata, grazie alla posizione a ridosso dell'accesso meridionale della città, era sede di attività produttive e artigianali, come la fornace della famiglia reggiana degli Ancini, risalente al XV secolo e ancora in funzione fino alla seconda metà del '900. Proprio nei pressi della fornace fu rinvenuta un'arula di "Euticana Dafne".
Dopo la deviazione del Crostolo, avvenuta in più fasi fra il XII e il XVI secolo, l'altra più importante opera di ingegneria fu la costruzione del ponte di San Pellegrino, progettato dall'architetto Ludovico Bolognini nel 1789, segmento di un più grande piano di riassetto urbanistico del vialone che collegava la città agli Appennini, passando per Rivalta, località in cui sorgeva l'omonimo palazzo ducale, una delle cosiddette Delizie estensi. 

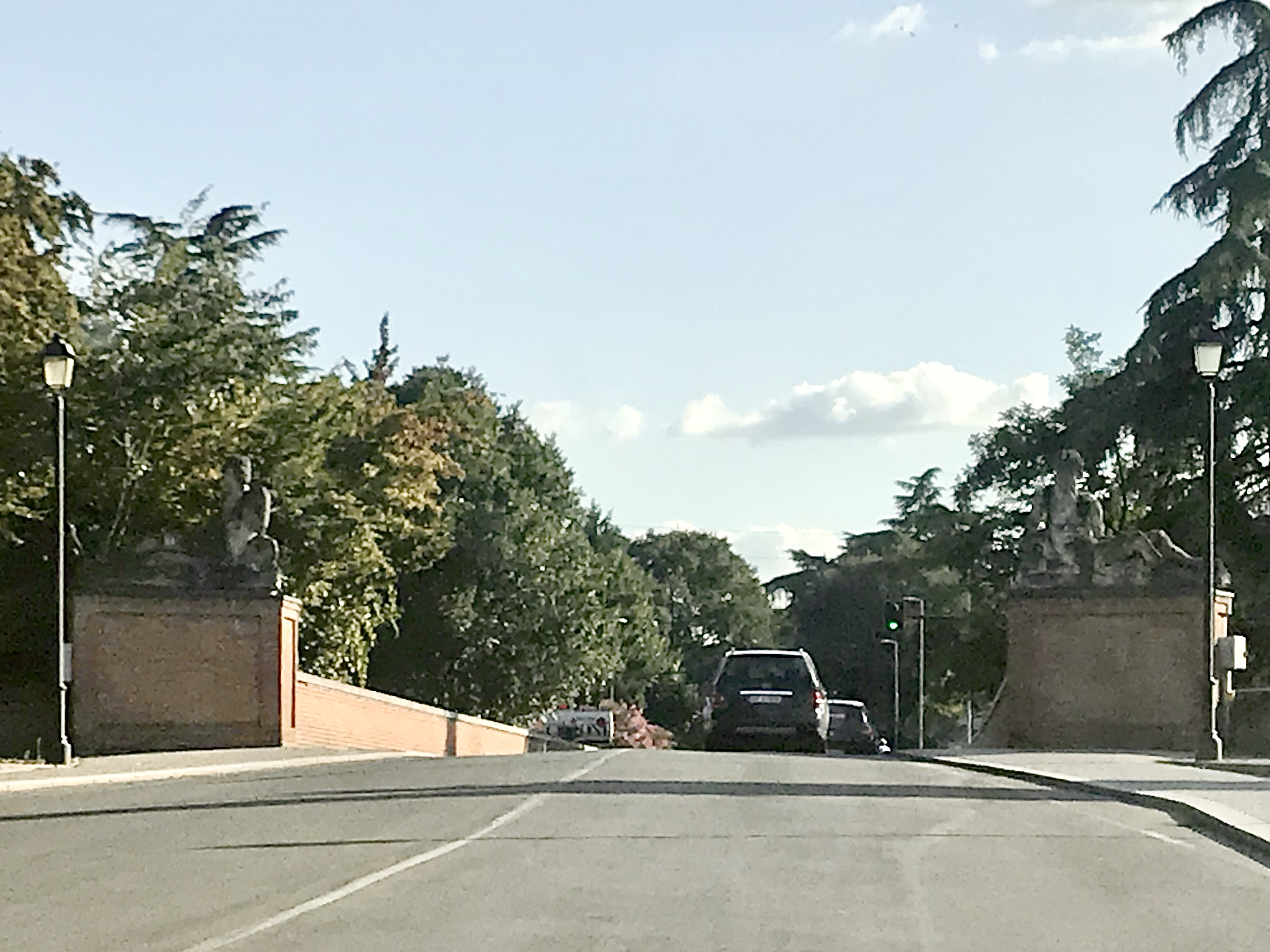
Ponte di San Pellegrino, lato nord

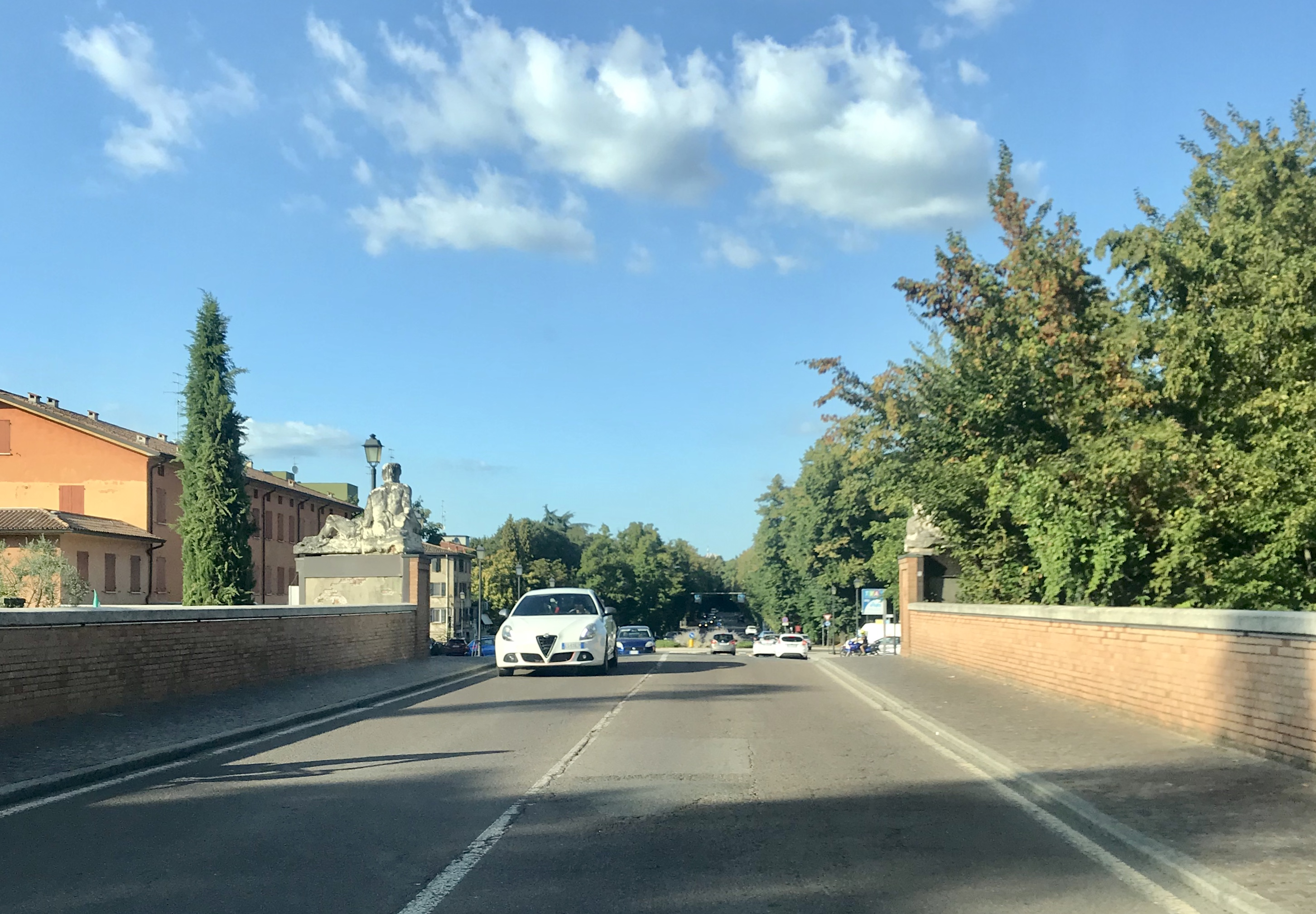
Ponte di San Pellegrino, lato sud

Sul lato settentrionale del ponte, in piazza Lepanto, sono situati gli edifici civili della villa (frazione) di San Pellegrino, fra cui una stazione di posta per le carrozze da e per la montagna, la distilleria Francesco Cocchi e la vecchia cooperativa di consumo di San Pellegrino. Fu proprio davanti all'edificio della cooperativa che il 24 aprile 1944, giorno della Liberazione di Reggio dalle truppe nazifasciste, perse la vita la partigiana e infermiera Maria Montanari colpita da un colpo d'arma da fuoco proveniente dal nemico in ritirata. Un'epigrafe posta il 14 ottobre 1945 dagli amici dell'ANPI di San Pellegrino sulla facciata del fabbricato ne ricorda l'avvenimento.

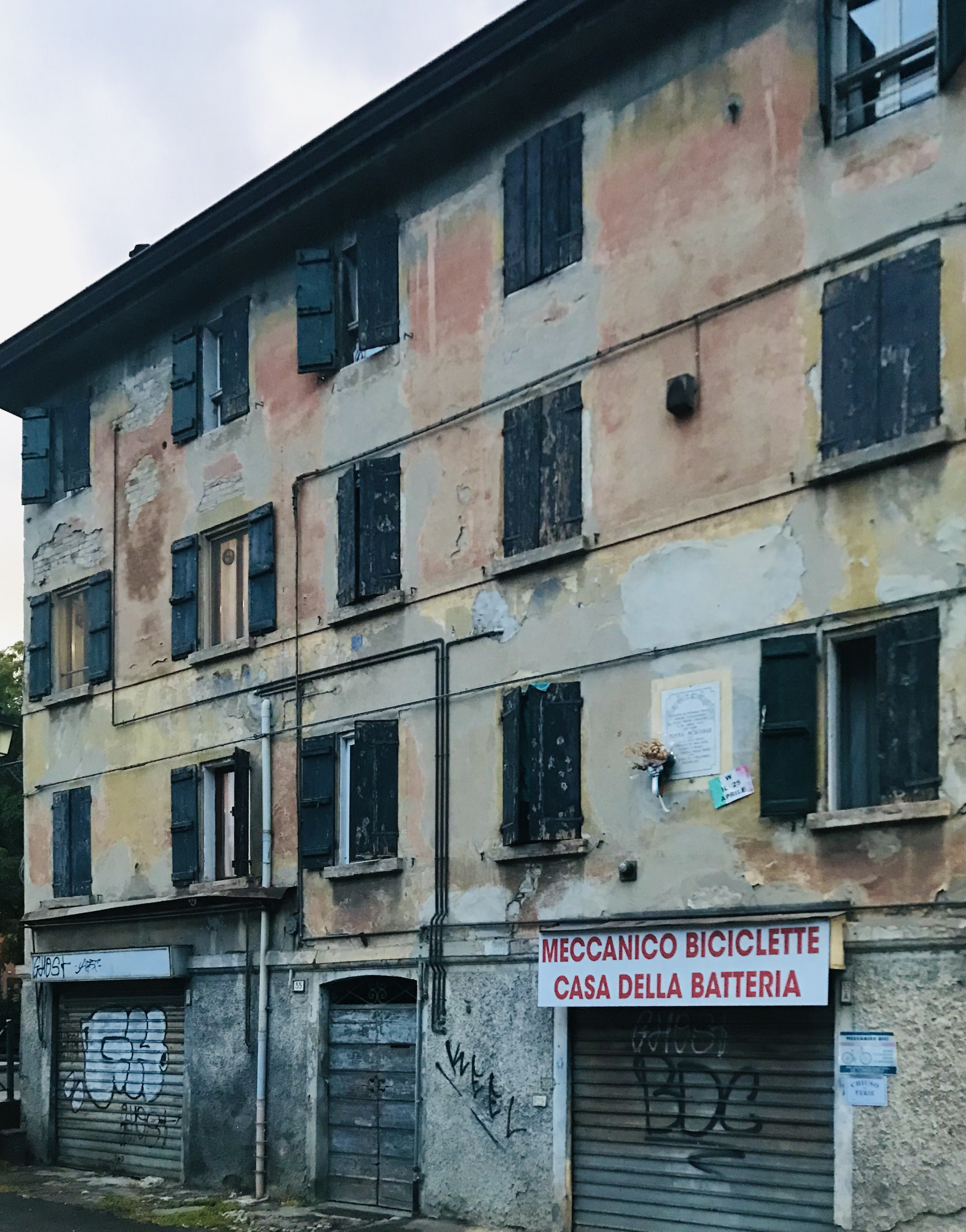
Ex cooperativa di consumo di San Pellegrino

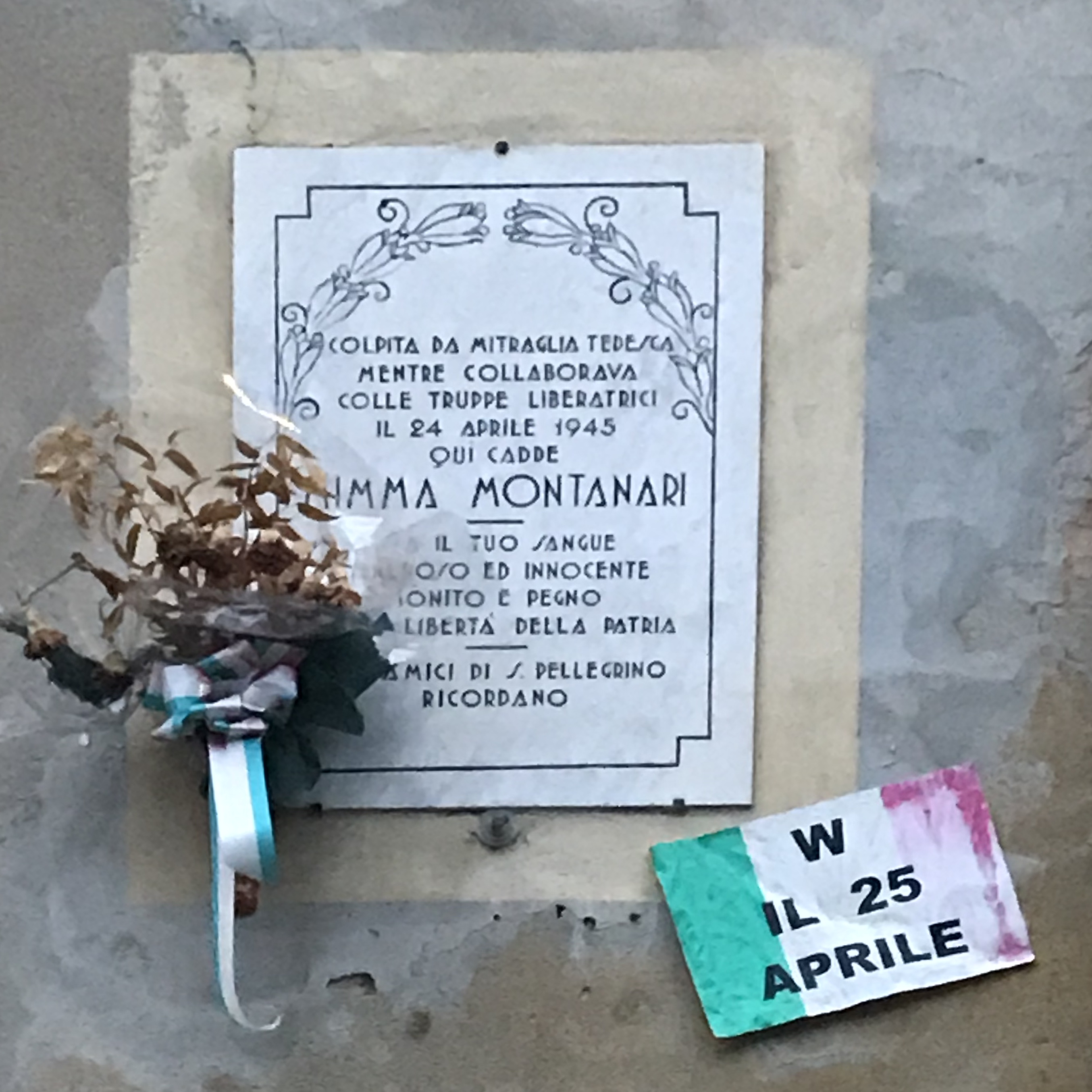
Epigrafe partigiana sulla ex cooperativa di consumo di San Pellegrino

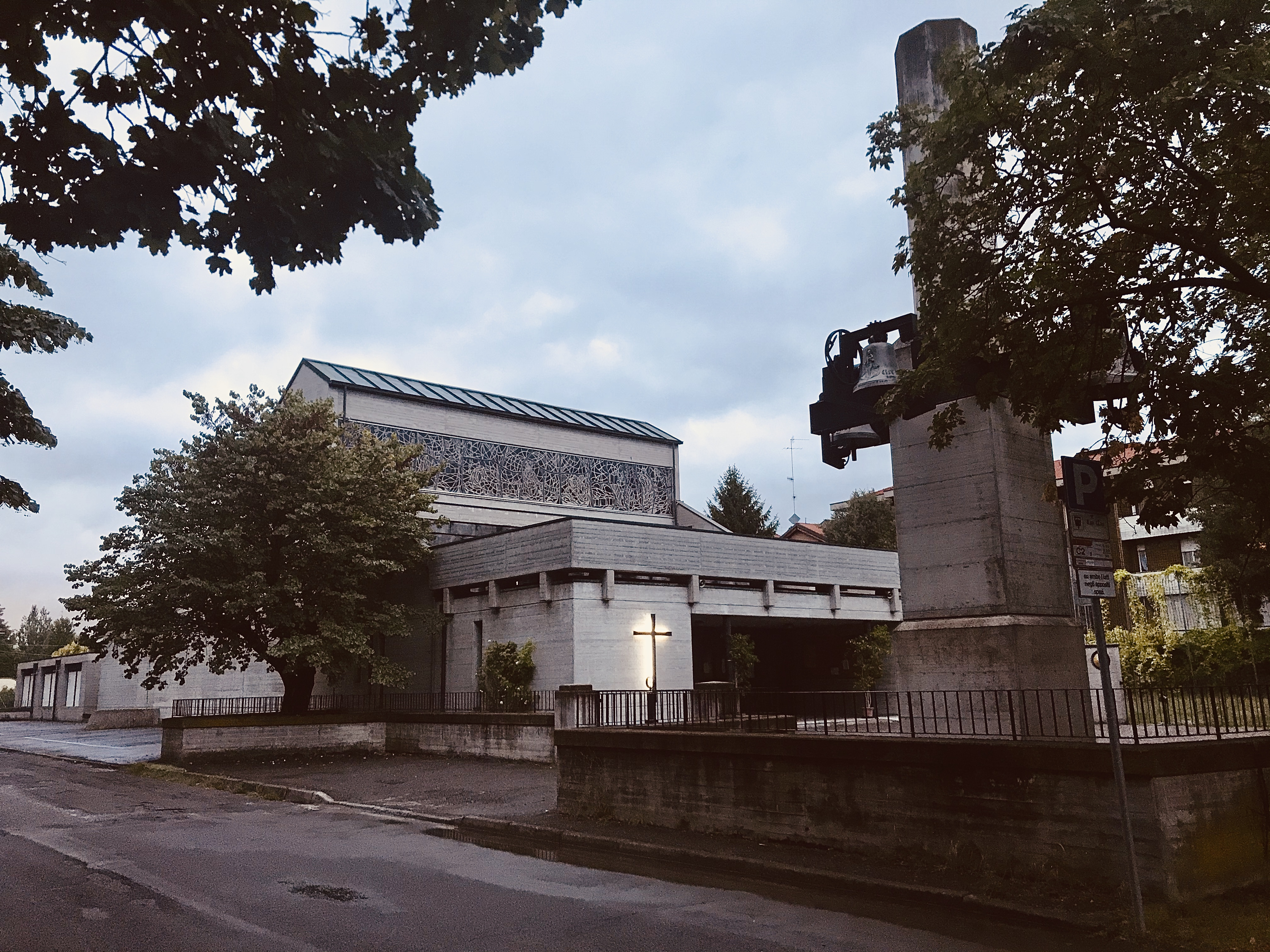
Chiesa del Buon Pastore

I principali interventi di trasformazione urbanistica riguardano il centro direzionale di Via Montefiorino, risalente agli anni 1970; il ponte nuovo di San Claudio, costruito all'inizio degli anni 1980 e il quartiere Reggio Verde, sorto nei primi anni 1990. 

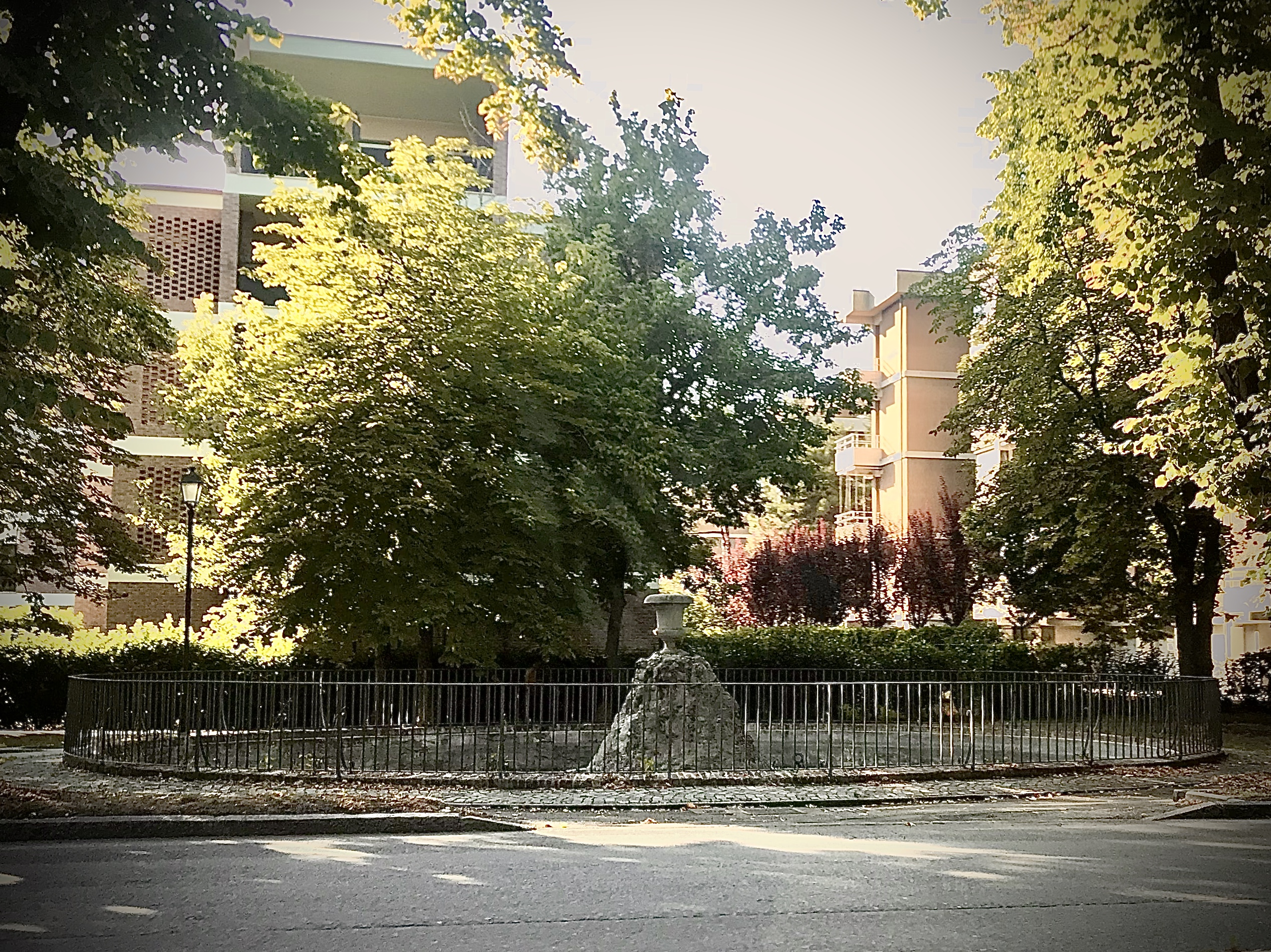
Fontana sul lato occidentale di viale Umberto I

## Monumenti e luoghi d'interesse

### Architetture religiose
- Istituto Buon Pastore[15] (sec. XVII-XIX), via Guido Rossa

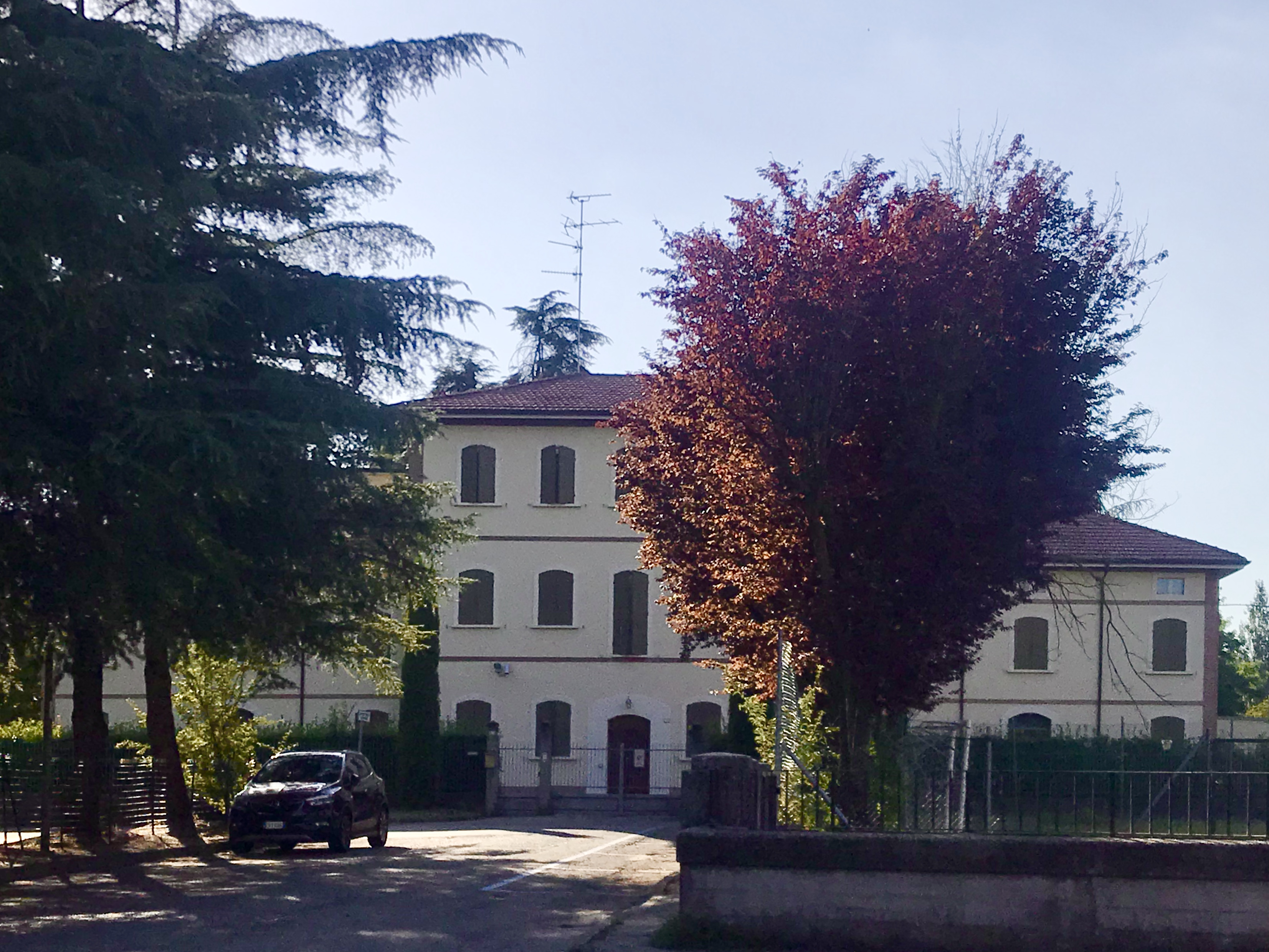
Istituto Buon Pastore

- Chiesa parrocchiale di Gesù Buon Pastore[16], Enea Manfredini (1975-1977), via Guido Rossa

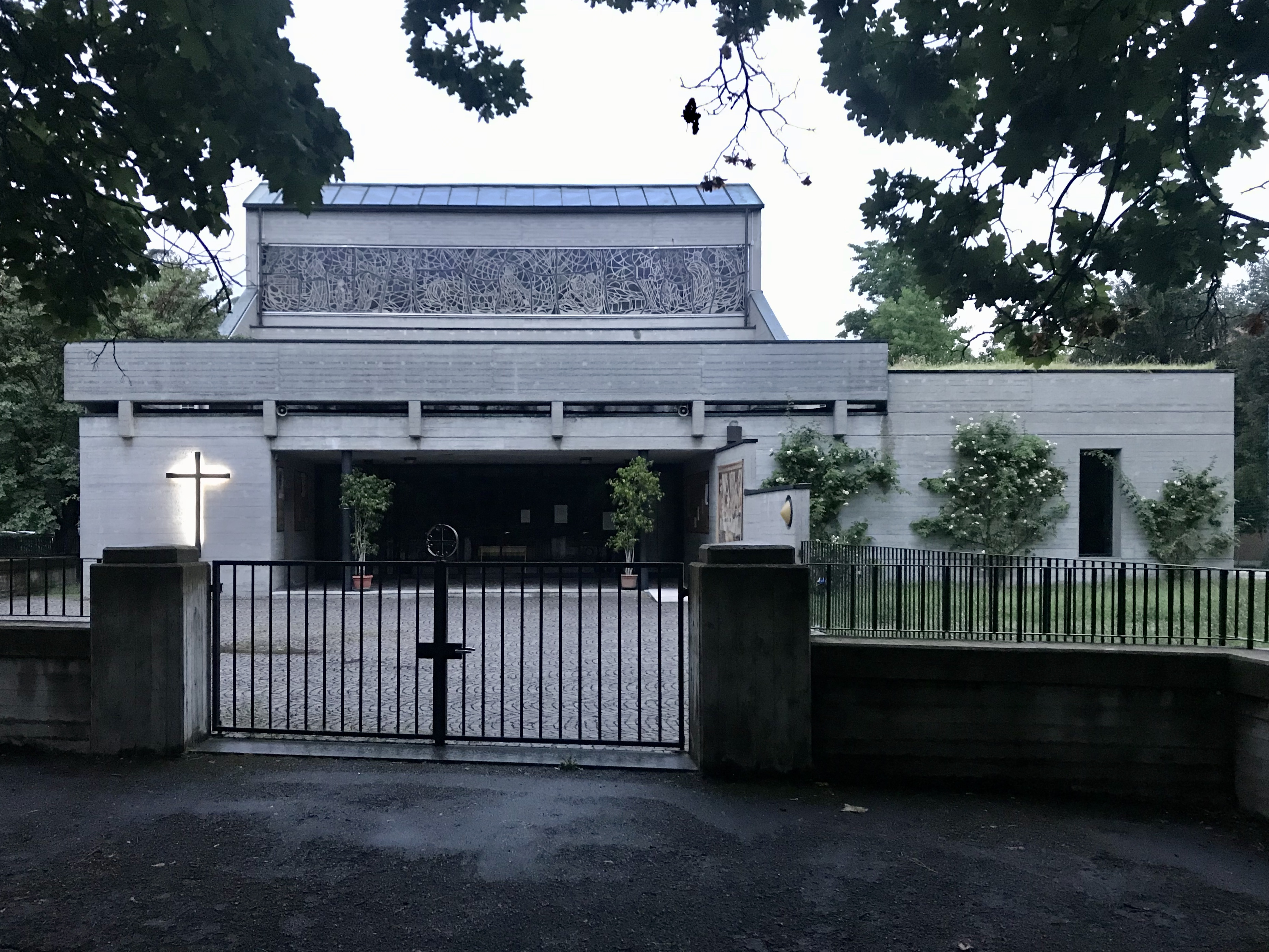
Chiesa del Buon Pastore, facciata

- Formella della Vergine con Bambino[10], edificio occidentale di Piazza Lepanto

### Architetture civili
- Ponte di San Pellegrino[10], Lodovico Bolognini (1789), piazza Lepanto

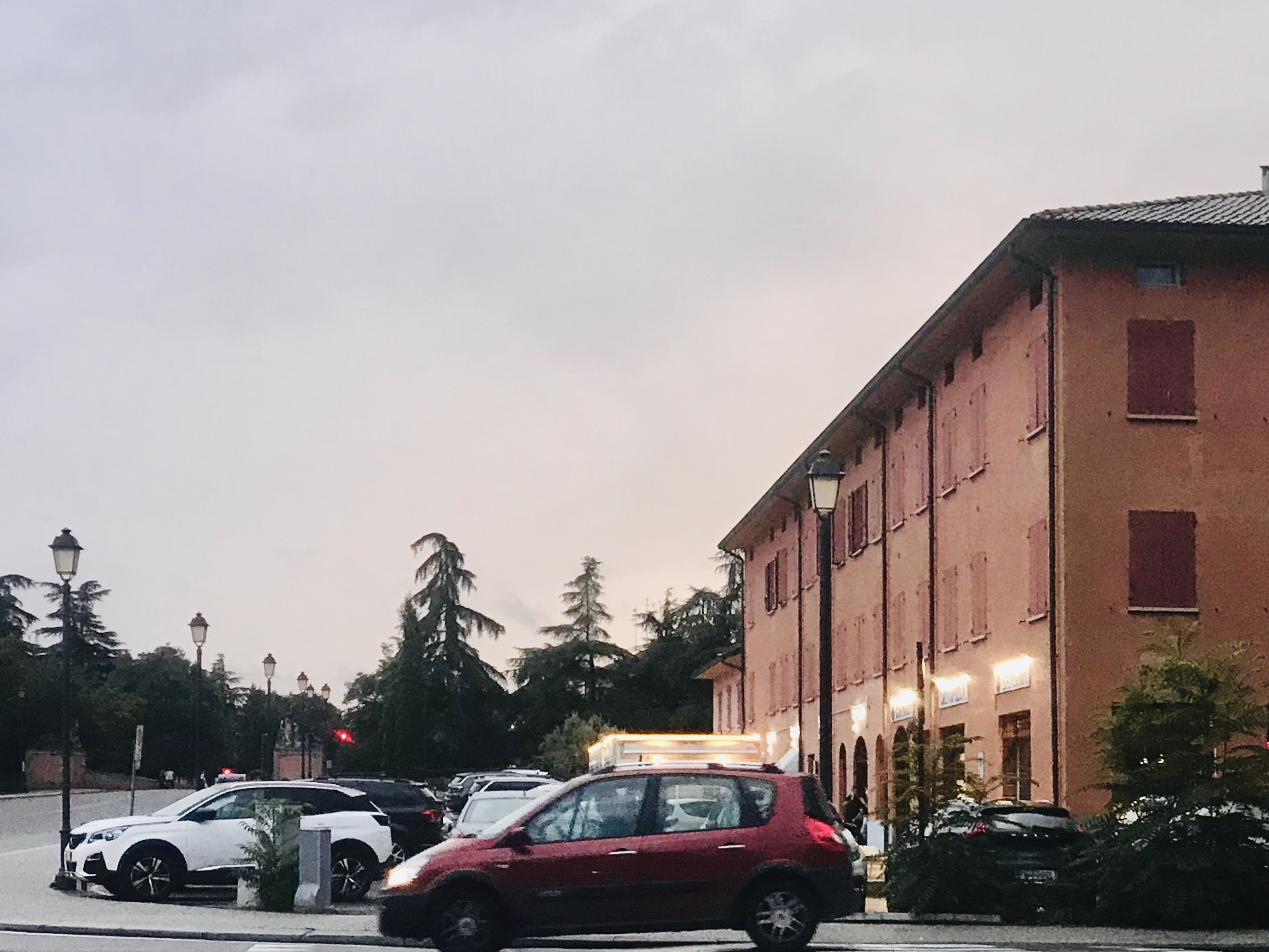
Piazza Lepanto, lato ovest

- Scuola elementare Matilde di Canossa[15], viale Umberto I
- Villini architettura Primo '900[15], viale Umberto I
- Quartiere Giardino (1955)[17], via Andrea Balletti

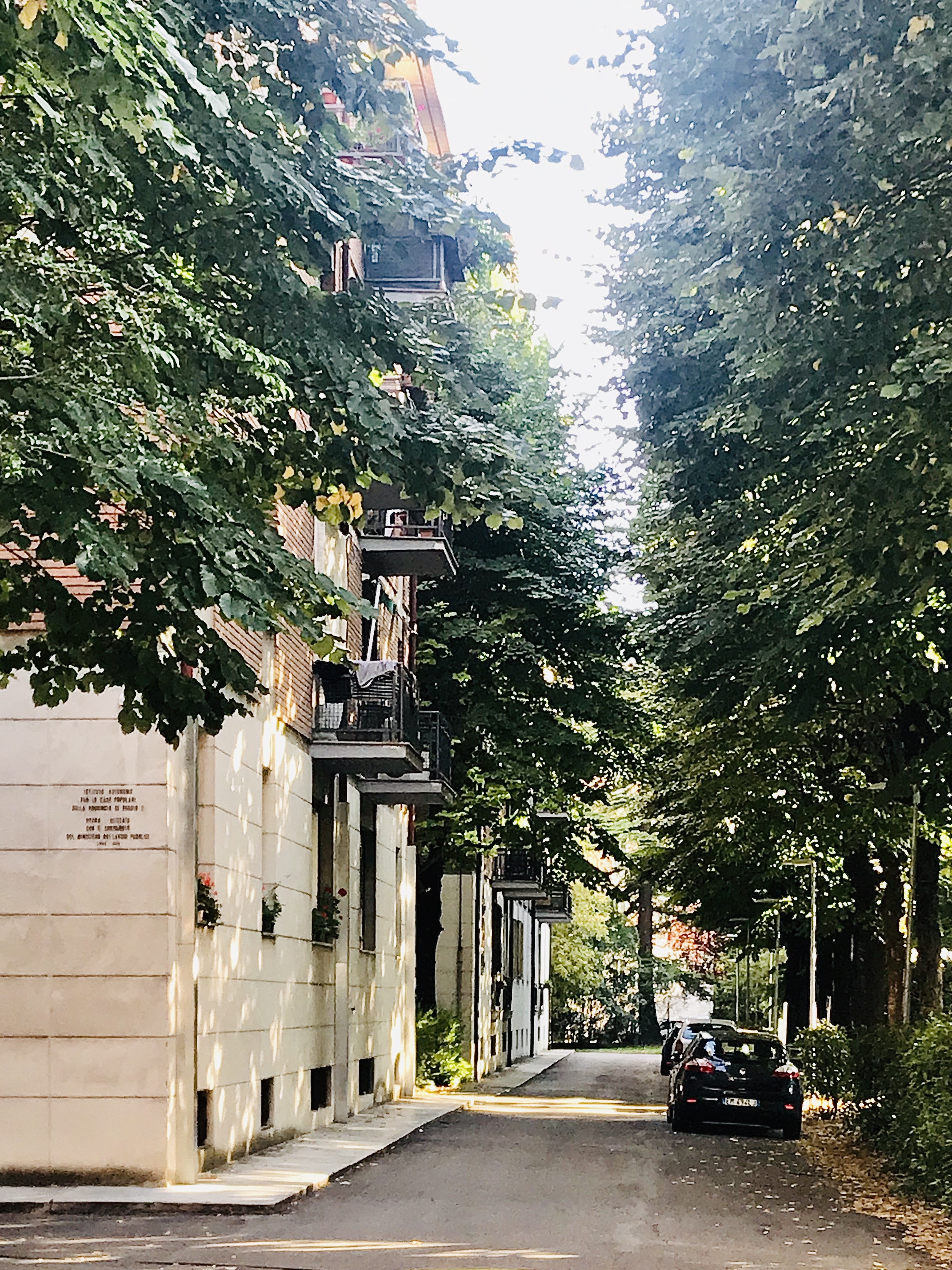
Quartiere Giardino

### Siti archeologici
- Necropoli della Montata (età del Bronzo)[7], piazza Luigi Cadorna-viale Umberto I (lato est)
- Elementi della centuriazione romana[15], via Francesco Cassoli-viale Umberto I-piazza Luigi Cadorna

### Aree naturali
- Giardino dell'Istituto Buon Pastore[15], via Guido Rossa
- Passeggiata di viale Umberto I (già Stradone del Ponte di San Pellegrino)[5]

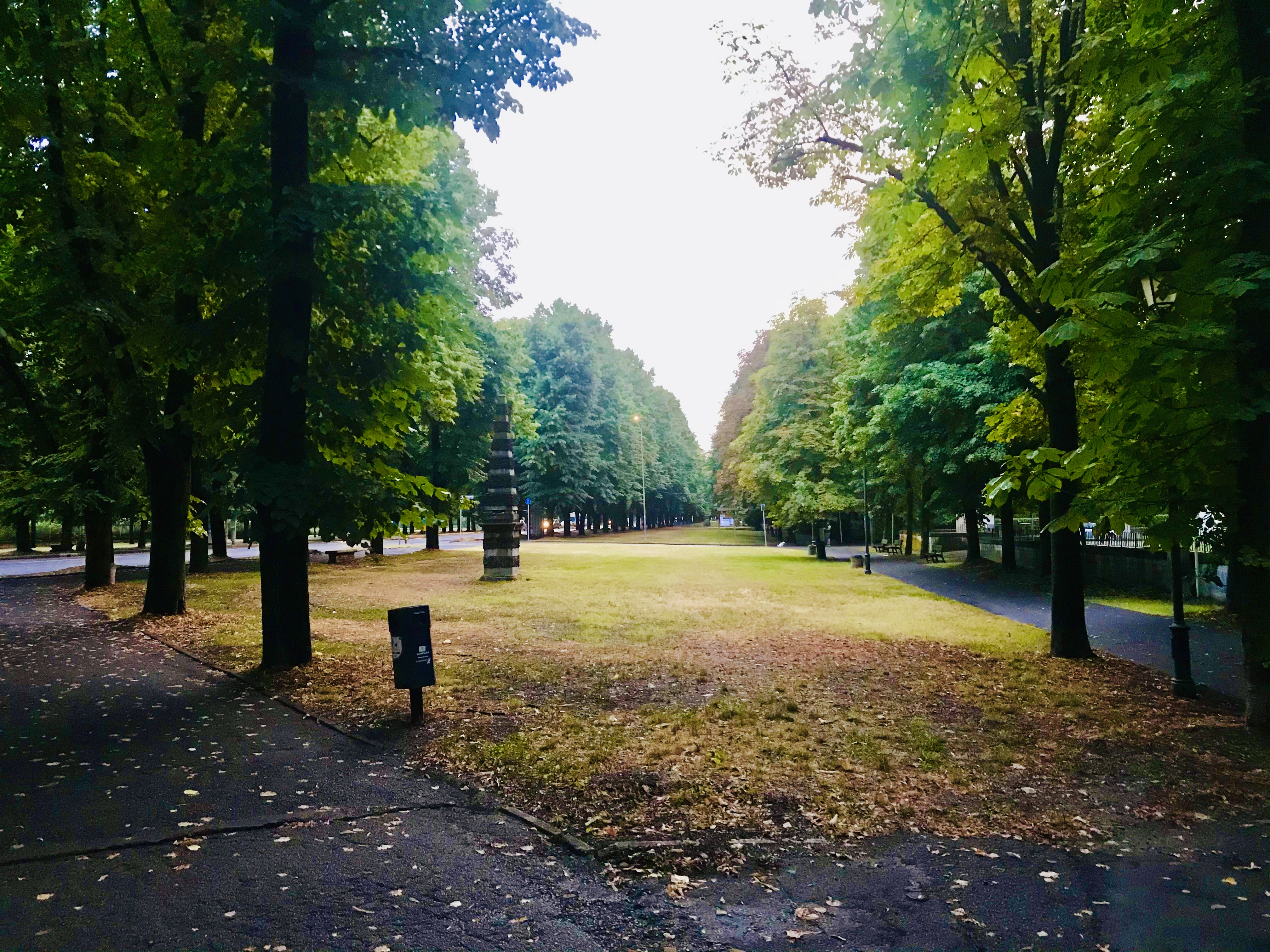
Passeggiata di viale Umberto I da Piazza Cadorna

- Parco del Crostolo[18], lato orientale (via Lungo Crostolo)

## Società
L'ambito territoriale di Buon Pastore, dopo un diminuzione della popolazione importante avvenuta fino agli anni '80 e gli anni 2000, fra il 2014 e il 2019 ha visto la popolazione aumentare di appena lo 0,48% rimanendo al di sopra dei 3.100 residenti.
Vi è un indice di vecchiaia più alto rispetto al dato generale del comune (175,5 contro 137). Il tasso di natalità è, invece, simile alla media comunale (8‰). Il numero di componenti medi a nucleo famigliare è più basso di quello del comune (2,05 rispetto a 2,2 componenti a nucleo). 
La presenza di cittadini stranieri è più alta del dato generale della città ed è pari al 19,6% (contro il 16,4% a livello comunale). Le prime tre nazionalità non italiane presenti sul territorio provengono da: Albania, Romania e Ucraina.

### Tradizioni e folclore
- Sagra di Gesù Buon Pastore, 4ª domenica di Pasqua
- Sagra della Madonna del Rosario di San Pellegrino e Buon Pastore (luna park in viale Umberto I)[21], 1ª settimana di ottobre

### Istituzioni, enti e associazioni
- Istituto Buon Pastore, via Guido Rossa
- Parrocchia di Gesù Buon Pastore[22][23], via Guido Rossa
- Patronato provinciale ACLI, via Montefiorino
- Azienda di Servizi alla Persona ex Santi Pietro e Matteo oggi Reggio Emilia Città delle Persone, Alloggi protetti per persone con diversi livelli di autonomia disabilità[24], via Rossena
- Poste Italiane, viale Umberto I
- ANPI San Pellegrino-Crocetta[14][13]

## Cultura

### Scuola dell'obbligo
- Scuola primaria statale Matilde di Canossa[25], viale Umberto I

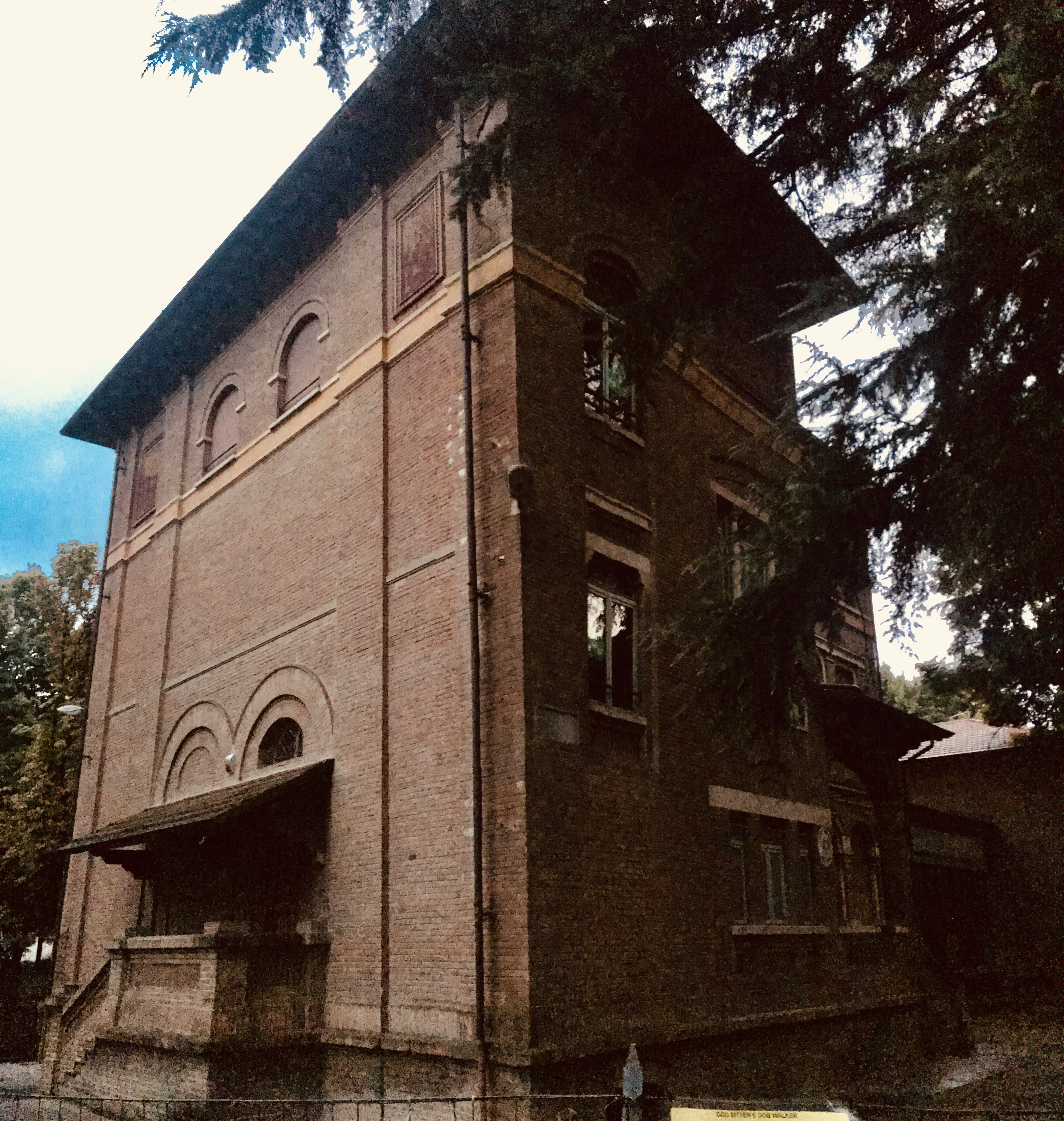
Scuola primaria statale Matilde di Canossa

### Altro
- Galleria d'arte Re@rt[26], viale Umberto I
- Parliamos, scuola di spagnolo[27], via Domenico Francesco Cecati
- Scuola di danza Eidos[28], via Lago Calamone

## Infrastrutture e trasporti
La collocazione fortunata del quartiere su un importante asse di scorrimento e l'altissima densità urbanistica hanno favorito la realizzazione di percorsi ciclabili e pedonali. Le ciclovie che lo attraversano sono le seguenti:
- Ciclovia 4 Canali - Centro: Centro storico - Buon Pastore - Parco delle Caprette - Ponte ciclopedonale grigio di via De Sanctis - Canali - Capriolo - Albinea
- Ciclovia 5 Rivalta - Centro: Centro storico - Parcheggio Cecati - Cimitero Monumentale (ex Suburbano) - Ponte vecchio di San Claudio - Canalina - Baragalla - Rivalta
- Ciclovia Anello II - Circonvallazione intermedia: Santa Croce - Tribunale - Tondo - Regina Pacis - Buon Pastore - Pappagnocca - Ospizio - Santa Croce
- Ciclovia A Greenway del Crostolo (Cintura Verde - Parco del Crostolo)[31]: Punta di Roncocesi - Cavazzoli - Via Emilia - Regina Pacis - Ponte del Gattaglio - Ponte di S. Pellegrino - Parco delle Caprette - Baragalla - Reggia di Rivalta - Villa d'Este

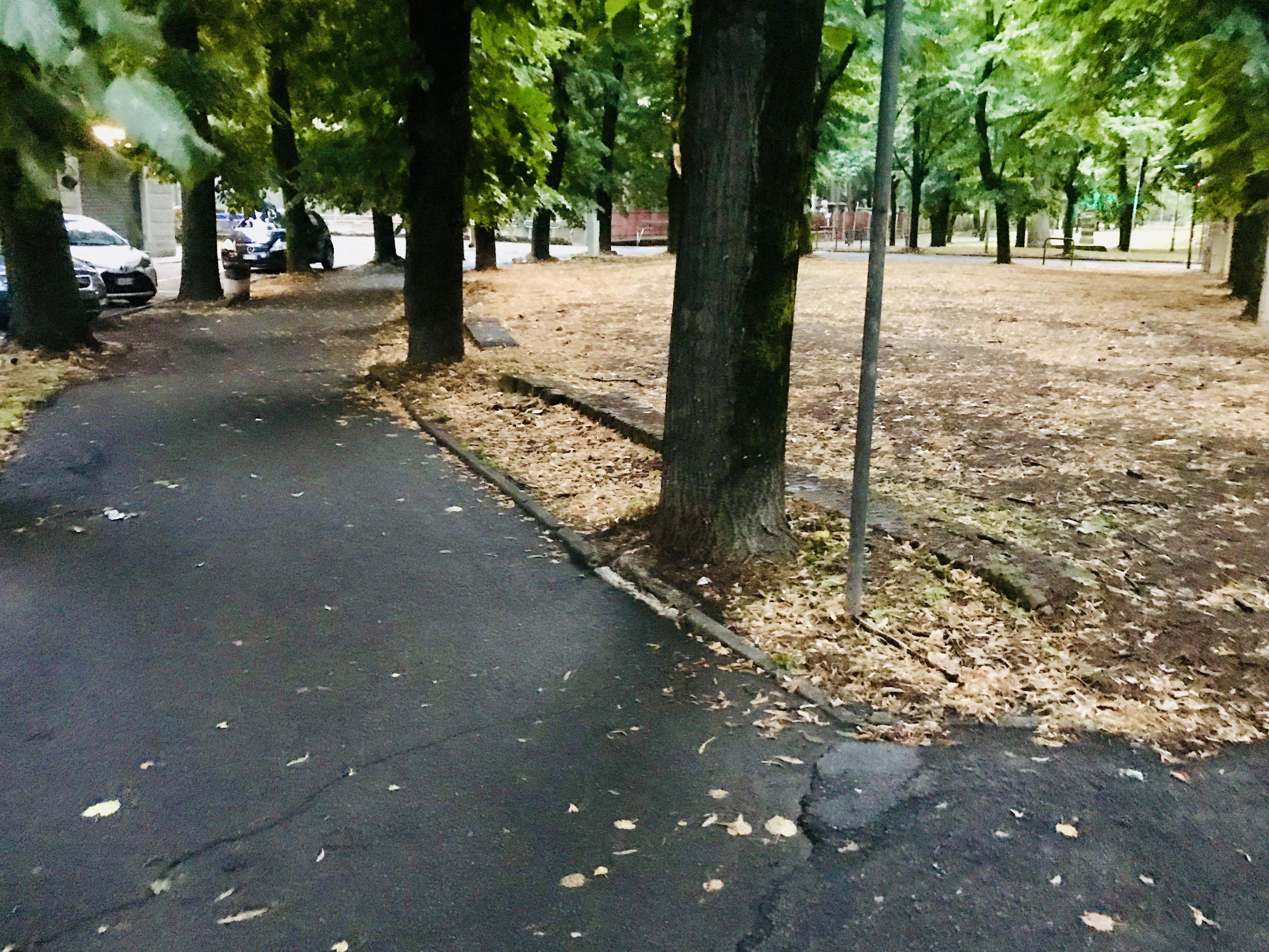
Piazza Cadorna, ciclovia sulla cosiddetta rotonda

Sulla Ciclovia A insiste l'itinerario della Via Matildica del Volto Santo, indicato in loco come sentiero CAI 646, che collega Mantova a Lucca.
La zona è attraversata da diverse linee urbane del trasporto pubblico locale. I principali assi serviti dai mezzi pubblici sono viale Umberto I e via Francesco Domenico Cecati. Le linee collegano con il centro storico e i quartieri e le frazioni a nord e a sud della via Emilia.
L'agglomerato, in particolare sul lato occidentale di viale Umberto I, è parte di una Zona residenziale a traffico moderato. L'area a est di viale Umberto I, in comune con tutta la zona ospedaliera, è classificata come zona 30 km/h. Dal punto di vista dell'assetto della mobilità, tutta l'area ricade all'interno di una Zona di particolare rilevanza urbanistica.

## Economia
Buon Pastore ha una vocazione prettamente residenziale e, in minima parte, terziaria. Non sono presenti attività produttive: l'ultima grande attività produttiva situata in loco fu la fabbrica di mortadelle SI.SE. di via Monte Ventasso, chiusa dagli anni 1990, la cui area versa in condizioni di degrado. Commercio al dettaglio e servizi sono collocati lungo le principali arterie di scorrimento: viale Umberto I e via Cecati. Sono presenti sparute aree pubbliche e private dedicate all'erogazione di servizi alla persona.

## Amministrazione
Il territorio del Buon Pastore è sempre stato sottoposto alla giurisdizione del Comune di Reggio all'interno della villa di San Pellegrino. Dal 1980 al 2009 ha fatto parte della Circoscrizione Quarta e, dal 2009 al 2014, della Circoscrizione Città Storica. Il governo della circoscrizione (che comprendeva anche le frazioni più esterne e i quartieri limitrofi) è sempre stato retto da maggioranze di sinistra, guidate dal PCI e dal PSI e, dal 1995, di centrosinistra. Solo con il breve passaggio sotto la Circoscrizione Città Storica cambiò il colore politico della maggioranza di governo, questa volta di centrodestra, con la presidenza in capo alla Lega Nord.

## Sport
La zona non è particolarmente ricca di impianti sportivi. Persistono aree dedicate allo sport di base, nello specifico piccoli campi di gioco, nell'area parrocchiale della chiesa di Gesù Buon Pastore e al quartiere Giardino. In via Lago Calamone è presente una palestra che ospita corsi di danza.